# Daniel Gillies
Daniel Gillies (Winnipeg, 14 de março de 1976) é um ator canadense, de origem neozelandesa. Ele é mais conhecido por interpretar John Jameson no filme Homem-Aranha 2, Elijah Mikaelson nas séries The Vampire Diaries e The Originals, e Joel Goran na série Saving Hope.

## Biografia
Daniel nasceu em Winnipeg, Canadá, e quando tinha cinco anos, seus pais decidiram retornar à sua nativa Nova Zelândia, e então eles mudaram-se para Invercargill e depois para Hamilton. Apesar de ter nascido em uma família de forte formação médica (seu pai é pediatra, sua mãe é enfermeira, e seu trisavô é o renomado cirurgião plástico Harold Gillies), teve interesse por atuação desde jovem e estudou na Unitec School of Performing Arts.

## Carreira

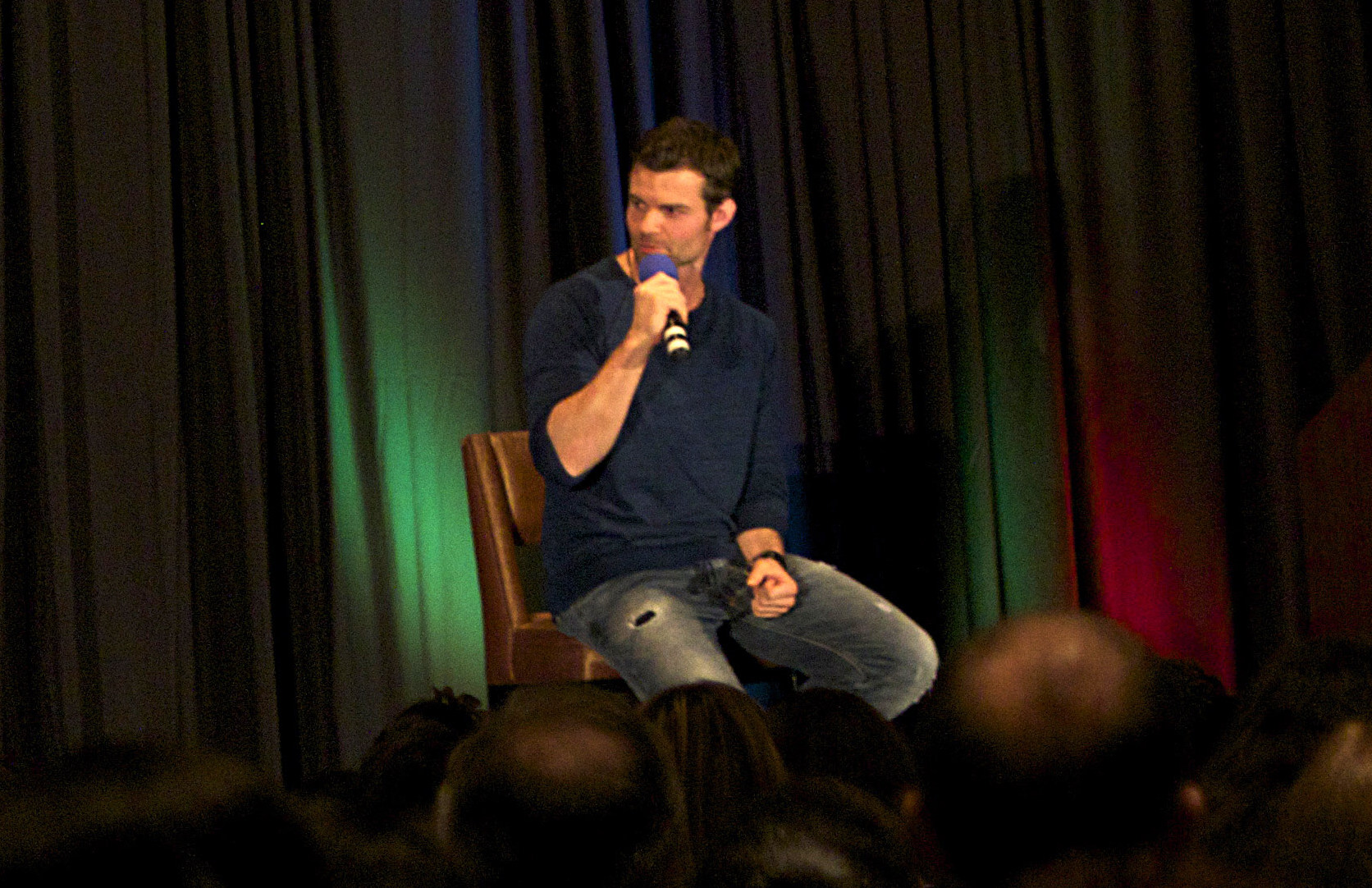
GIllies em 2014

O ator começou sua carreira em várias produções no Auckland Theatre Company, depois apareceu como Tim O'Connor na série de drama Street Legal, fazendo parte do elenco principal por duas temporadas (2000–2002). Após perceber que suas opções ficaram limitadas na Nova Zelândia, ele explorou suas opções em Sydney, Austrália por seis semanas em 2001, antes de voltar e ficar em sua terra natal por dois meses, onde trabalhou como garçom e lavador de louças. Em seguida, mudou-se para Los Angeles e logo foi escalado para Bride and Prejudice e Homem-Aranha 2.
Entre 2010 e 2014, atuou recorrentemente como Elijah Mikaelson em The Vampire Diaries. Em 2012, escreveu, dirigiu e estrelou o filme Broken Kingdom, que também é estrelado por sua ex-esposa, Rachael Leigh Cook. Ele também integrou o elenco principal da série Saving Hope, como o cirurgião ortopedista Doutor Joel Goran.
Em 2013, seu personagem Elijah Mikaelson se tornou regular no spin-off de The Vampire Diaries, a série The Originals, que chegou ao fim em 2018, após cinco temporadas.

## Vida pessoal
Em 2001, Daniel iniciou um relacionamento com a atriz Rachael Leigh Cook, noivaram em dezembro de 2003 e se casaram em agosto de 2004. Juntos tiveram dois filhos, Charlotte Easton Gillies, nascida em 28 de setembro de 2013, e Theodore Vigo Sullivan Gillies, nascido em 4 de abril de 2015. Daniel e Rachael anunciaram o fim do casamento em junho de 2019.
Atualmente, Daniel está namorando a violoncelista e atriz Julia Misaki.

## Filmografia
| Ano             | Titulo                    | Papel             | Nota                                                                   |
| --------------- | ------------------------- | ----------------- | ---------------------------------------------------------------------- |
| 2019 - presente | Virgin River              | Mark Monroe       |                                                                        |
| 2013 – 2018     | The Originals             | Elijah Mikaelson  | Elenco Principal                                                       |
| 2012 – 2015     | Saving Hope               | Doutor Joel Goran | Elenco Principal                                                       |
| 2012            | Broken Kingdom            | Jason '80'        | Também foi diretor e produtor                                          |
| 2010-2014       | The Vampire Diaries       | Elijah Mikaelson  | Recorrente: Temporadas 2, 3 e 4 Participação: Temporada 5, Episódio 11 |
| 2010            | NCIS                      | Peter Malloy      | Temporada 8, Episódio 4                                                |
| 2010            | True Blood                | Jon               | Temporada 3, Episódio 10                                               |
| 2010            | The Glades                | Dave Rollins      | Temporada 1, Episódio 6                                                |
| 2008            | Uncross the Stars         | Troy              |                                                                        |
| 2007            | Wait for Me               | Voz               | Foi diretor                                                            |
| 2007            | Matters of Life and Death | Jimmy             | Curta-metragem                                                         |
| 2007            | Cativeiro                 | Gary Dexter       |                                                                        |
| 2007            | Masters of Horror         | Jack Miller       | Temporada 2, Episódio 13                                               |
| 2006            | The Sensation of Sight    | Dylan             |                                                                        |
| 2005            | Into the West             | Ethan Biggs       | Minissérie, Episódios 3 e 4                                            |
| 2004            | Bride & Prejudice         | Johnny Wickham    |                                                                        |
| 2004            | Trespassing               | Mark              |                                                                        |
| 2004            | Homem-Aranha 2            | John Jameson      |                                                                        |
| 2002            | Snow Queen                | Delfont Chalfont  | Telefilme                                                              |
| 2002            | Various Positions         | Marcel            |                                                                        |
| 2002            | Jeremiah                  | Simon             | Temporada 1, Episódio 1                                                |
| 2002            | Mentors                   | Rei Arthur        | Temporada 4, Episódio 10                                               |
| 2001            | No One Can Hear You       | Dirk Mettcalfe    |                                                                        |
| 2000-2002       | Street Legal              | Tim O'Connor      | Elenco Principal, Temporadas 1 e 2                                     |
| 2000            | Cleopatra 2525            | Rapaz bonito      | Temporada 1, Episódio 4                                                |
| 1999            | Young Hercules            | Antos             | Temporada 1, Episódio 35                                               |
| 1998            | A Soldier's Sweetheart    | Médico            |                                                                        |